# Ställdalen

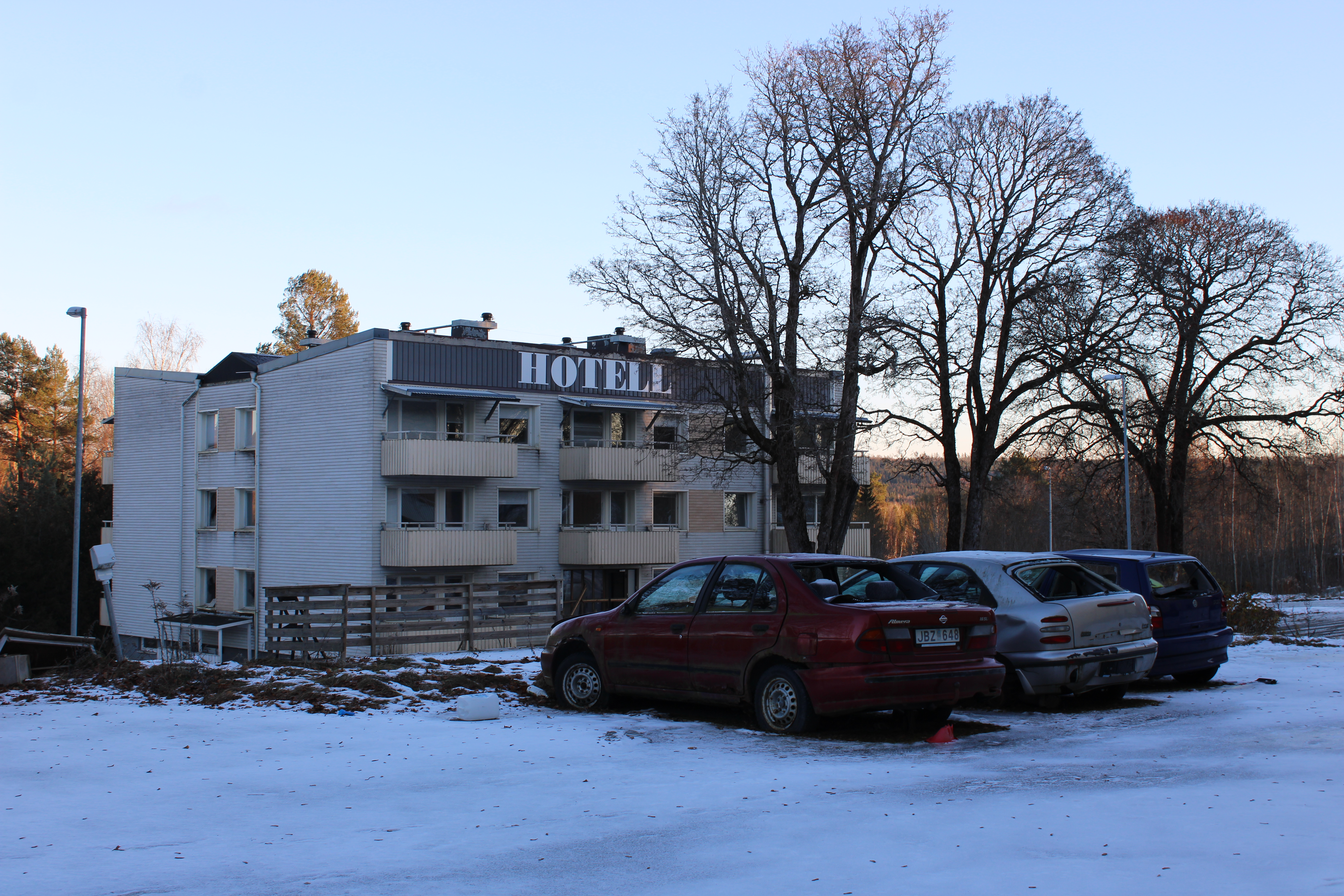
Övergivet hotell i Ställdalen.

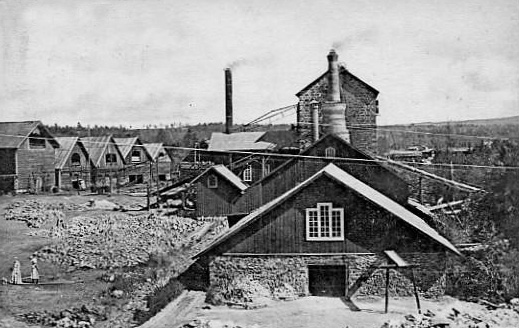
Hyttan i Ställdalen. Anlagd i slutet av 1700-talet och nedblåst 1919.

Ställdalen är en tätort i Ljusnarsbergs kommun i Västmanland och i Örebro län.
Ställdalen, som ligger 7 km norr om Kopparberg, hade 460 invånare 2020. Orten är ett brukssamhälle med anor från slutet av 1700-talet. Ortens största industriföretag är brukets efterträdare, fiberdukstillverkaren Ahlstrom-Munksjö Ställdalen AB.

## Historik
Ställdalen ligger i en trakt med gamla bergsbrukstraditioner och skogshantering. En hytta anlades här under 1700-talets sista år, vilken drygt hundra år senare kompletterades med ett pappersbruk. Under 1870-talet byggde Bergslagernas Järnvägar den järnväg som i dag kallas Bergslagsbanan genom samhället. AB Stjernfors-Ställdalen övertog bruket 1896, och i samband med att detta blev ett dotterbolag till AB Bredsjö Bruk. 1906 utökades pappersbruket med en sulfitfabrik. Hyttan nedblåstes 1919, och istället byggdes pappersbruket ut. När Stora Kopparbergs Bergslags AB förvärvade Stjernfors-Ställdalen 1961 arbetade drygt 400 personer vid bruket i Ställdalen. Stora Kopparberg avyttrade pappersbruket 1990, och sedan 2000 ägs det av finska Ahlstrom (numera Ahlstrom-Munksjö).
Den 28 juni 1876 slog Ställdalenmeteoriten ned, det andra bevittnade meteoritnedslaget i Sverige, strax söder om  järnvägsstationen.
Den 13 januari 1956 skedde det en svår tågolycka mellan en motorvagn och ett malmtåg strax söder om Ställdalen. 20 personer omkom i olyckan. Ett minnesmärke avtäcktes på olycksplatsen till 50-årsminnet 2006.
Under första halvan av 2000-talet öppnade ett hotell i Ställdalens centrum i ett hyreshus efter att en bostadsrättsförening gått i konkurs. Efter en konkurs 2008 öppnades hotellet igen 2010, men har senare stängts. År 2007 revs ett av husen i centrum med hjälp av pengar från den statliga bostadsakuten. Sommaren 2008 lades den enda livsmedelsbutiken på orten ner. Lägenhetshusen i Ställdalen användes som asylbostäder under 2015–2017 ungefär. Idag står lägenhetshusen och hotellet i Ställdalen övergivna. När man kommer in i husen ser det ut som om renovering påbörjats men sedan lagts ner. Ställdalen skulle idag kunna beskrivas som en spökstad. Affär, pizzeria och frisör har stängt och lägenhetshusen står och förfaller. Detsamma med den närliggande byn Ställberg, där en gammal skola finns, och flera arbetarbostäder. 

### Befolkningsutveckling
| Befolkningsutvecklingen i Ställdalen 1950–2020 | Befolkningsutvecklingen i Ställdalen 1950–2020 | Befolkningsutvecklingen i Ställdalen 1950–2020 | Befolkningsutvecklingen i Ställdalen 1950–2020 | Befolkningsutvecklingen i Ställdalen 1950–2020 |
| ---------------------------------------------- | ---------------------------------------------- | ---------------------------------------------- | ---------------------------------------------- | ---------------------------------------------- |
|                                                |                                                |                                                |                                                |                                                |
| År                                             |                                                |                                                | Folkmängd                                      | Areal (ha)                                     |
| 1950                                           | 1950                                           |                                                | 1 288                                          |                                                |
| 1960                                           | 1960                                           |                                                | 1 559                                          |                                                |
| 1965                                           | 1965                                           |                                                | 1 284                                          |                                                |
| 1970                                           | 1970                                           |                                                | 1 077                                          |                                                |
| 1975                                           | 1975                                           |                                                | 1 003                                          |                                                |
| 1980                                           | 1980                                           |                                                | 943                                            |                                                |
| 1990                                           | 1990                                           |                                                | 829                                            | 211                                            |
| 1995                                           | 1995                                           |                                                | 804                                            | 211                                            |
| 2000                                           | 2000                                           |                                                | 736                                            | 211                                            |
| 2005                                           | 2005                                           |                                                | 661                                            | 211                                            |
| 2010                                           | 2010                                           |                                                | 539                                            | 210                                            |
| 2015                                           | 2015                                           |                                                | 481                                            | 179                                            |
| 2020                                           | 2020                                           |                                                | 460                                            | 178                                            |
|                                                |                                                |                                                |                                                |                                                |

## Kommunikationer
Länsväg 792 går rakt igenom Ställdalens centrum. Sedan 2005 stannar persontågen längs med Bergslagsbanan vid järnvägsstationen.. Själva stationshuset revs dock i november 2009 efter att ha stått outnyttjat i många år. Ställdalen är en gammal järnvägsknut och fyra olika järnvägar knyts samman här.

## Sevärdheter
Ställdals gård är en bergsmansgård, som byggnadsminnesförklarades 2005, och är kanske Ställdalens främsta sevärdhet. De nuvarande byggnaderna härrör främst från 1800-talet, men gården har anor tillbaka till 1600-talet.
I Östra Born finns en ruin efter en 1870 nedlagd hytta med slagglämningar. Här har både järn, koppar och bly smälts under olika perioder.
Dunderbo, öster om samhället, har gammal bebyggelse.